# Різжак смугастий
Різжа́к смугастий (Campylorhynchus fasciatus) — вид горобцеподібних птахів родини воловоочкових (Troglodytidae). Мешкає в Еквадорі і Перу.

## Опис
Довжина птаха становить 19 см, вага 25 г. Тім'я сіре, поцятковане чорними плямками, над очима сіруваті "брови", плечі, спина і надхвістя чорнувато-сірі, на плечах білуваті плямки, надхвістя поцятковане білими смугами. Крила смугасті, чорнувато-білуваті,хвіст поцяткований чорнувато-бурими і білуватими смугами. Підборіддя білувате, поцятковане темними смужками, гружи і живіт білуваті, поцятковані численними чорнувато-сірими плямами, на боках чорнувато-сірі смуги. Очі червонувато-карі або білувато-карі, дзьоб зверху темно-сірий або темно-коричневий, знизу сіро-проговий, лапи темно-коричневі або тьмяно-жовті. Виду не притаманний статевий диморфізм. У молодих птахів плями і смуги на нижній частині тіла менш виражені, а очі темно-сірі. Представники підвиду C. f. pallescens мають більш бліде забарвлення, плями і смуги на нижній частині тіла у них менш виражені, а хвіст коротший.

## Підвиди
Виділяють два підвиди:
- C. f. pallescens Lafresnaye, 1846 — захід Перу (від південної П'юри на південь до Уануко і північної Ліми), а також у внутрішніх районах Перу (від Кахамарки і Амазонаса на південь до Уануко);
- C. f. fasciatus (Swainson, 1838) — південний захід і південь Еквадору та північний захід Перу (Тумбес, П'юра).

## Поширення і екологія
Смугасті різжаки живуть в сухих чагарникових заростях і на цитрусових плантаціях, в Еквадорі також в тропічних лісах і рідколіссях. Зустрічаються зграйками, на висоті до 2600 м над рівнем млря, переважно на висоті до 1500 м над рівнем моря. Живляться переважно безхребетними, чяких шукають в чагарниках, а також на землі.
Сезон розмноження у смугастих різжаків триває з травня по серпень, однак в Еквадорі гніздування було зафіксовано також в лютому-березні. Гніздо велике, куполоподібне з бічним входом, робиться з трави і встелюється пір'ям, розміщується на цитрусовому дереві, в заростях Prosopis або на кактусі. Іноді птахи використовують покинуті гнізда рудокрилих горнеро. В кладці 3-4 кремових яйця, поцяткованих коричневими плямками, розміром 24,1×17,9 мм. Інкубаційний період триває 17 день. Насиджують лише домінантні самиці.
Смугасті різжаки демонструють яскраво виражений колективний догляд за пташенятами. Ці птахи живуть сімейними зграйками, які складають з домінантної пари, яка розмножується і до 8 гніздових помічників, більшість з яких є потомками цієї пари. Всі молоді самиці і більшість молодих самців пізніше покидають зграйки і переміщуються на іншу територію. Коли домінантний самець помирає, інший займає його місце.